# 小瀬戸俊昭
小瀬戸 俊昭（こせど としあき、1941年5月20日 - 2023年6月9日）は、鹿児島出身の日本の元バレーボール選手。
帝人三原所属。1964年東京オリンピックバレーボール男子銅メダリスト。